# Kwon Yang-sook
Kwon Yang-sook (tiếng Hàn: 권양숙; Hanja: 權良淑; phát âm tiếng Hàn Quốc: [kwʌn jaŋ.suk]; sinh ngày 23 tháng 12 năm 1947) là Đệ nhất Phu nhân Hàn Quốc từ năm 2003 đến 2008. Bà là góa phụ của tổng thống thứ 9 Hàn Quốc Roh Moo-hyun, người đã tự sát vào ngày 23 tháng 5 năm 2009.

## Sự nghiệp
Bà là một tín đồ đạo Phật, với Pháp danh là Daedeokhwa (大德華 Đại Đức Hoa), và đã nhận được sự ủng hộ từ cộng đồng Phật giáo trong chiến dịch tranh cử tổng thống của chồng bà.
Sau khi đã kết thúc nhiệm kỳ của Roh, Kwon bị lôi kéo vào một vụ bê bối hối lộ liên quan đến chồng mình. Theo trang web của Roh, Kwon đã vay 1 triệu đô la từ Park Yeon-Cha, Giám đốc điều hành của Công ty trách nhiệm hữu hạn công nghiệp Taekwang, để trả nợ cá nhân.

## Bộ sưu tập

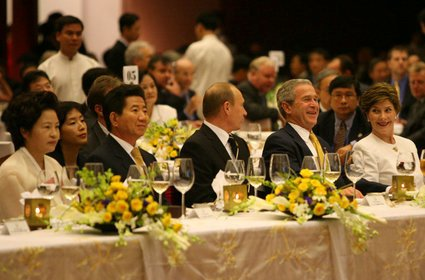
Kwon Yang-sook và Roh Moo-hyun tại buổi tiệc chiêu đãi APEC năm 2006 tại Hà Nội, Việt Nam với Tổng thống Nga Vladimir Putin (giữa) và George W. Bush và Laura Bush (phải)
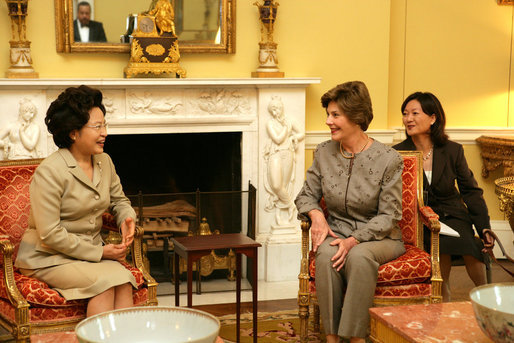
Kwon Yang-sook (trái) với Đệ nhất Phu nhân Hoa Kỳ Laura Bush